# Provinz Tan-Tan

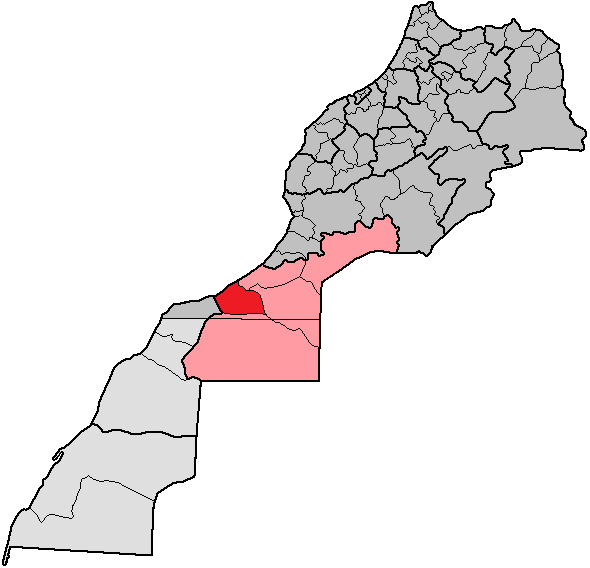
Provinz Tan-Tan in der Region Guelmim-Oued Noun

Tan-Tan (arabisch إقليم طانطان, Tamazight: ⵜⴰⵙⴳⴰ ⵏ ⵟⴰⵏⵟⴰⵏ) ist eine Provinz in Marokko. Sie gehört seit der Verwaltungsreform von 2015 zur Region Guelmim-Oued Noun (davor zu Guelmim-Es Semara) und liegt im äußersten Süden des Landes, an der Atlantikküste. Ihre Südgrenze bildet die Grenze zur Westsahara. Die 9535 km² große und in großen Teilen wüstenartige Provinz hat insgesamt 86.134 Einwohner (2014).

## Orte
| Gemeinde  | Einwohner (1994) | Einwohner (2004) | Einwohner (2014) |
| --------- | ---------------- | ---------------- | ---------------- |
| Tan-Tan   | 45.808           | 60.698           | 73.209           |
| El Ouatia | 7.679            | 6.407            | 9.295\|          |
| Msied     | 1.216            | 1.023            | 1.275            |
| Tilemzoun | 916              | 771              | 1.015            |
| Ben Khlil | 883              | 316              | 752              |
| Chbika    | 793              | 541              | 324              |
| Abteh     | 604              | 390              | 264              |